# NGC 5787
NGC 5787 (другие обозначения — UGC 9599, MCG 7-31-8, ZWG 221.13, 1ZW 98, PGC 53339) — галактика в созвездии Волопас.
Этот объект входит в число перечисленных в оригинальной редакции «Нового общего каталога».